# Gelsenberg-Affäre
Der Begriff Gelsenberg-Affäre, auch Gelsenkirchen-Affäre, bezeichnet den heimlichen und überteuerten Kauf eines Aktienpakets der Gelsenkirchener Bergwerks-AG (und somit zugleich der Aktiensperrminorität für die Vereinigte Stahlwerke AG) am 6. Mai 1932 aus dem Eigentum Friedrich Flicks durch die damals weitgehend staatseigene Dresdner Bank
unter der damaligen Reichsregierung unter Heinrich Brüning.

## Vorgeschichte
In den 1920er Jahren hatte Friedrich Flick die Mehrheit an der Gelsenkirchener Bergwerks-AG übernommen und durch diese Beteiligung die Kontrolle der Vereinigten Stahlwerke AG erlangt. Diese und andere Akquisitionen finanzierte der Unternehmer größtenteils durch Kredite.
Nach der Weltwirtschaftskrise von 1929 wurde Flick nun mit den Forderungen seiner Gläubiger in Höhe von 66 Mio. Reichsmark konfrontiert, die er nicht mehr begleichen konnte, da seine Unternehmensbeteiligungen nur noch einen Bruchteil des Werts darstellten, den sie vor dem Börsenkrach besaßen. Konnte er zuvor noch Sicherheiten in Höhe von 110 Mio. Reichsmark bieten, so waren diese nun auf 25 Mio. Reichsmark zusammengeschrumpft.
Um seine Unternehmensgruppe zu retten, versuchte er Teile des Portfolios zu veräußern. Flick war bereit, seine Mehrheit an den Vereinigten Stahlwerken aufzugeben, also begann er, nach Investoren für die Anteile an der Gelsenkirchener Bergwerks-AG Ausschau zu halten.

## Der Verkauf
Zunächst war der schwedische Industrielle Ivar Kreuger interessiert, auch amerikanische Investoren waren im Gespräch. Nachdem diese Verhandlungen erfolglos geblieben waren, bot Fritz Thyssen für die Anteile 120 Mio. Reichsmark, die er mit Hilfe holländischer und französischer Geldgeber aufbringen wollte. Zu diesen zählte unter anderem die französische Großbank Crédit Lyonnais, welche mit dem Berliner Bankhaus Mendelssohn zusammenarbeitete. Nachdem dieses Vorhaben durch Indiskretionen an die Öffentlichkeit gelangte, kam es in der deutschnationalen Presse zu Hetzkampagnen gegen das jüdische Bankhaus Mendelssohn und die französischen Investoren. Es wurden Parallelen zur Ruhrbesetzung durch französische Truppen gezogen. Kurze Zeit später meldeten holländische Medien, der luxemburgische Stahlkonzern Arbed wolle Flick zusammen mit dem französischen Rüstungskonzern Schneider das fünffache des Börsenwerts (also rund 125 Mio. Reichsmark) für die Anteile an der Gelsenkirchener Bergwerks-AG zahlen. Später wurde bekannt, dass diese Meldung aus Flicks Umfeld lanciert wurde.
Die Situation spitzte sich im Januar 1932 noch zu, da die Vereinigten Stahlwerke kurz vor dem Konkurs standen. Nun nahm Flick über seinen Vertrauten Otto Steinbrinck, der als hochdekorierter Militär aus dem Ersten Weltkrieg über gute Kontakte zur Berliner Politik verfügte, im Geheimen Kontakt mit der Reichsregierung unter Brüning auf und verhandelte über einen Verkauf der Anteile an den deutschen Staat, mit der Drohung, ansonsten an die französischen Investoren verkaufen zu müssen.
Im Hinblick auf den zu befürchtenden öffentlichen Unmut und das Erstarken der nationalistischen und revanchistischen Kräfte stimmte die Reichsregierung schließlich am 6. Mai 1932 einem Kauf der Anteile zu 90 Prozent des Nennwertes zu, was einem Preis von 99 Millionen Reichsmark für das Paket der Gelsenberg-Aktien entsprach. Der Börsenwert betrug zur gleichen Zeit gerade einmal 25 Mio. Reichsmark.
Flick zahlte für diese Transaktion 450.000 RM an den Wahlfonds zur Finanzierung der Hindenburg-Wahl 1932 und weitere 100.000 RM für einen Geheimfonds der Reichswehr und nochmals 100.000 RM für einen Fonds des Reichskanzlers Franz von Papen. Die Transaktionen wurden von Otto Wolff, Mitglied des Aufsichtsrats der Vereinigten Stahlwerke AG, über Kurt von Schleicher (Präsidialkabinett) mit dem Reichsfinanzminister Hermann Dietrich vermittelt.
Mit dem Verkaufspreis war Flick in der Lage, sämtliche Verbindlichkeiten zu tilgen. Das Geschäft wurde am 31. Mai über eine Tochter der damals staatlich dominierten Dresdner Bank, der Hardy & Co. GmbH abgewickelt, was den Vorteil hatte, dass dieses Tochterunternehmen als GmbH keine Bilanzen veröffentlichen musste und so die Transaktion im Verborgenen bleiben konnte.
Durch die Transaktion verloren die Vertreter der Schwerindustrie um Fritz Thyssen und Emil Kirdorf ihren Einfluss im Aufsichtsrat der Vereinigten Stahlwerke AG an die Vertreter der Chemie- und Elektroindustrie um Carl Friedrich von Siemens.

## Nachwirkungen
Am 19. Juli des gleichen Jahres veröffentlichten die Frankfurter Zeitung und die Kölnische Zeitung Berichte über das umstrittene Geschäft. Die Nachricht über eine solche indirekte Subventionierung der deutschen Großindustrie in Person Friedrich Flicks in Zeiten wirtschaftlicher Not sorgte für große Empörung quer durch alle politischen Lager. Da allerdings die Regierung unter Brüning mittlerweile durch die Regierung Franz von Papen abgelöst worden war, verzögerte sich eine Aufklärung des Falls, und wurde nach der Machtübernahme der NSDAP am 30. Januar 1933 nicht weiter verfolgt, was den guten Kontakten Flicks zu der NS-Führung zuzurechnen war.
Die Gelsenberg-Affäre blieb nicht der letzte politische Skandal, in den die Industriellenfamilie Flick involviert war. In den 1980er Jahren sorgte Friedrich Flicks Sohn Friedrich Karl Flick mit der sogenannten Flick-Affäre ebenfalls für einen großen Skandal.
Mit der Lex Stahlverein wurde 1936 das Aktienpaket wieder mit 33 Millionen Reichsmark Gewinn für die Vereinigten Stahlwerke zurückverkauft.

## Motiv
Über die Motive wurden eine Reihe von Versionen verbreitet. Brüning schrieb in seinen Memoiren, dass er eine völlige Sanierung und dann eine Dezentralisation der rheinisch-westfälischen Industrie durchführen wollte. Er wollte den selbständigen Fabrikantenstand wiederherstellen, der durch die Politik der Großbanken und der Großindustrie entweder aufgekauft oder um seinen Absatz gebracht worden sei. Finanzminister Dietrich begründete die Entscheidung zunächst damit, dass der Aufkauf durch eine französische Quelle gedroht habe, später damit, dass die Arbeitsplätze von hunderttausenden Menschen gesichert werden mussten. Flick rechtfertigte während des Flick-Prozesses den überhöhten Preis mit der tatsächlichen Möglichkeit des Verkaufs eines Schlüsselunternehmens an ausländische Investoren und mit der Gefahr einer Insolvenz seiner gesamten Unternehmensgruppe, was den Wegfall zehntausender Arbeitsplätze bedeutet hätte. Kritiker sprachen von einer indirekten Staatssubvention oder gar von Korruption (in Hinblick auf Flicks gute Kontakte in die Politik).
Der Historiker Ernst Willi Hansen sieht die Schaffung eines staatlichen Rüstungsmonopols als Motiv.